# Castelnau-Pégayrols
Castelnau-Pégayrols är en kommun i departementet Aveyron i regionen Occitanien i södra Frankrike. Kommunen ligger  i kantonen Saint-Beauzély som ligger i arrondissementet Millau. År 2022 hade Castelnau-Pégayrols 346 invånare.

## Befolkningsutveckling
Antalet invånare i kommunen Castelnau-Pégayrols
Referens: INSEE